# Morula

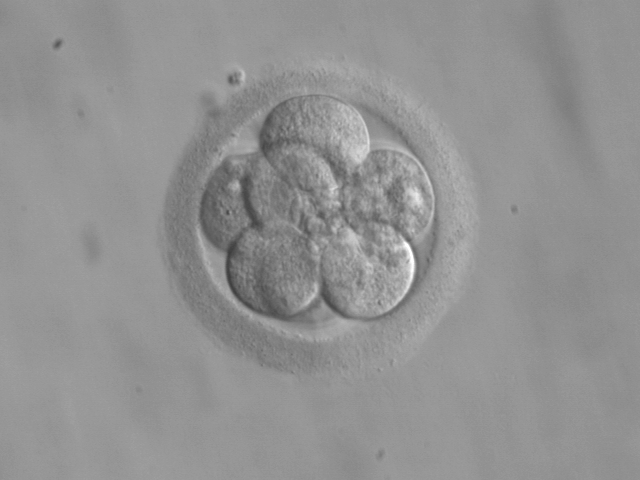
Embryo im Acht-Zell-Stadium

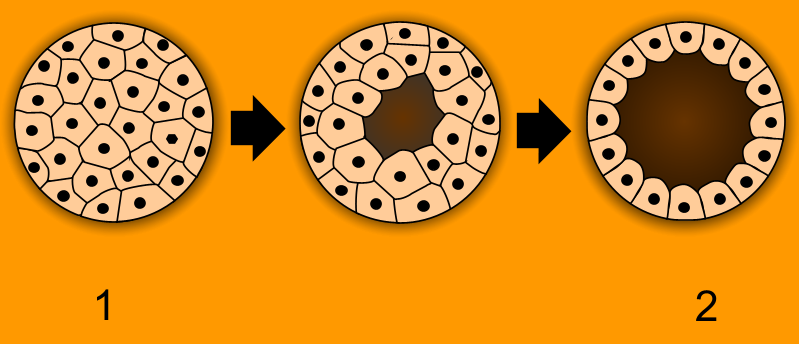
1 Morula, 2 Blastula

Eine Morula (von lateinisch morum ‚Maulbeere‘), auch als „Maulbeerkeim“ bezeichnet, ist in der Biologie ein Stadium der frühen Embryonalentwicklung mehrzelliger Lebewesen, wie zum Beispiel des Menschen. Sie entwickelt sich weiter zur Blastozyste.
Es handelt sich bei der Morula um einen kugeligen Organismus aus 16 bis 32 Zellen (Blastomeren), der nach den ersten Teilungen aus der Zygote hervorgeht. Die Zellteilungen sind von außen als Furchen sichtbar, weshalb man dies als Furchung bezeichnet. Beim Menschen spricht man ab dem 16-Zell-Stadium und ungefähr drei bis vier Tagen nach der Befruchtung von einer Morula. Zu diesem Zeitpunkt befindet sich die Morula in der Regel im Eileiter. Das Volumen der Morula ist gegenüber der Zygote unverändert, da beide von der steifen Zona pellucida, einer Schicht aus Glykoproteinen, umgeben werden, und sich zwar die Zellzahl vergrößert, die Tochterzellen aber kleiner als ihre Ausgangszellen sind. Der Durchmesser beträgt 150 µm. Die Zona pellucida bleibt zur Stabilisierung der Form des frühen Keimlings, zur Verhinderung der Einnistung in den Eileiter und zum Schutz vor immunologischen Reaktionen der Mutter bis zum 6. Tag (Blastozystenstadium) erhalten.
Im Stadium der Morula differenzieren sich die Zellen in eine innere und eine äußere Zellmasse, die sich allerdings äußerlich noch nicht unterscheiden. Dabei bilden die äußeren Zellen untereinander undurchlässige Zellverbindungen (tight junctions) aus, was als Kompaktion (engl. compaction, ‚Verdichtung‘) bezeichnet wird. So trennen sie die innere Zellmasse vom äußeren Flüssigkeitsmilieu. Mit diesem Schritt verlieren die Zellen die Totipotenz und werden pluripotent. Dies bildet die Grundlage für die Bildung der Blastozyste und die Differenzierung in den Trophoblast außen, aus dem Plazenta und Chorion hervorgehen, sowie in den Embryoblast innen, aus dem sich der eigentliche Embryo und Amnion entwickeln. Amnion, Allantois, Chorion und der Dottersack bilden gemeinsam die Eihäute.